# معادن طفالية
المعادن الطُفالية هي المعادن التي تحتوي على كميات كبيرة من مكونات تشبه الصلصال ((باليونانية: ἄργιλλος)‏ = الطين). المكونات الطُفالية دقيقة الحبيبات (أقل من 2 ميكرون ) ألومينوسيليكات، وبشكل خاص معادن الصلصال مثل الكاولينيت، المونتموريلونيت - السيمكتيت، الايليت، والكلوريت. الصخر الطين والصخر الزيتي بالتالي في الغالب طُفالية. قد تظهر المعادن الطُفالية فضية اللون عند الانعكاس البصري.
تستخدم صفة «الطُفالية» أيضًا لتحديد الصخور التي تكون فيها معادن الصلصال مكونًا ثانويًا ولكنه مُهم. على سبيل المثال، الأحجار الجيرية الطُفالية هي الأحجار الجيرية التي تتكون في الغالب من كربونات الكالسيوم، ولكنها تحتوي على 10-40٪ من معادن الصلصال: هذه الأحجار الجيرية، عندما تكون لينة، غالبا ما تسمى الطين الجيري. وبالمثل، فإن الأحجار الرملية الطُفالية عبارة عن أحجار رملية تتكون أساسًا من حبيبات الكوارتز، مع المساحات الخلالية المليئة بالمعادن الصلصالية.